# Fijivirus
Genre
Taxons de rang inférieur
- espèce-type : Fiji disease virus

Fijivirus est un genre de virus de la famille des Reoviridae qui comprend neuf espèces acceptées par l'ICTV. Ce sont des virus à ARN à double brin classés dans le groupe III de la classification Baltimore. 
Les particules des Fijivirus ont une capside d'apparence sphérique constituée d'une structure icosaédrique double, présentant en surface des spicules courtes (spicules A) sur chacun des 12 sommets de l'icosaèdre. La coque extérieure est fragile et se décompose facilement, laissant apparaître la coque intérieure qui porte 12 spicules B. Le génome, multipartite, est constitué de 10 segments. 
Les Fijivirus  infectent des insectes hémiptères et des plantes (phytovirus). Ils se répliquent dans l'organisme des fulgores (famille des Delphacidae) et dans les cellules du phloème des plantes sensibles de la famille des Poaceae (chez lesquelles ils induisent de petites tumeurs ou énations), ou des Liliaceae. Toutefois, une des espèces, Nilaparvata lugens reovirus (NLRV),  se réplique uniquement chez les insectes.
La transmission des virus entre plantes (transmission horizontale) se fait par les insectes vecteurs (Delphacidés) selon un mode persistant.  

## Liste des non-classés et espèces
Selon NCBI (3 février 2021) :
- Fiji disease virus (FDV)
- Maize rough dwarf virus (MRDV)
- Mal de Rio Cuarto virus (MRCV)
- Nilaparvata lugens reovirus (NLRV)
- Oat sterile dwarf virus (OSDV)
- Rice black streaked dwarf virus (RBSDV)
- Southern rice black-streaked dwarf virus (SRBSDV)
- non-classés
  - Blackberry fijivirus B
  - Psammotettix alienus reovirus